# 亚尼斯·瓦鲁法基斯
亚尼斯·瓦鲁法基斯（希臘語：Γιάνης Βαρουφάκης，發音：[ˈʝaniz varuˈfacis]；1961年3月24日—）是一名希臘經濟學家，前任希臘財政部長。在2015年希臘立法選舉中，他代表激進左翼聯盟當選為議會議員。他是一名政治經濟學家，擁有希臘-澳大利亞雙重國籍。他是目前歐債危機的其中一名辯論參與者，目前擔任雅典大學的經濟學理論教授和維爾福的私人顧問。

## 生涯
早年就讀於雅典的Moraitis中学，後來於伯明翰大學修讀數學與統計，並在1987年於埃塞克斯大學取得博士學位，但在這以前已經在埃塞克斯大學和东盎格利亚大学教授經濟學和計量經濟學。1998年時曾在劍橋大學進行研究，其後直到2000年均在悉尼大學經濟系擔任高級講師。2000年，他回到故鄉希臘擔任雅典大學經濟理論教授，在2002年於該校創立了經濟學博士課程並擔任總監直至2008年。2013年1月起擔任德克薩斯州大學奧斯汀分校林登·約翰遜公共行政學院的教授。